# Lucas Zandberg
Lucas Zandberg (Langezwaag, 10 oktober 1977) is een Nederlandse schrijver. Zijn romans hebben veelal een biografische en/of historische kern.
Hij debuteerde in 2007 met een roman over het werkelijke leven van keizerin Elisabeth van Oostenrijk. Acht jaar later verscheen Mijn leven is van mij, een herschreven versie van dit debuut.
Zandbergs tweede roman, De laatste maîtresse uit 2010, is gebaseerd op het leven van Madame du Barry, een Franse courtisane, en speelt zich af ten tijde van de Franse Revolutie.
In 2011 stapte Zandberg over naar uitgeverij De Arbeiderspers. Zijn derde roman Mayling, gebaseerd op het leven van de vrouw van Chiang Kai-Shek, verscheen een jaar later bij deze uitgeverij.
Na een stilte van drie jaar verscheen in 2015 De vergeten prins. Deze roman is een mengeling van feit en fictie, losjes gebaseerd op een periode in het leven van de Nederlandse kroonprins Willem van Oranje-Nassau.
De rendementsdenker uit 2017 is een satirische roman over het hedendaagse onderwijssysteem. Het verhaal is deels geïnspireerd op het vastgoeddebacle van het ROC Leiden. Deze roman werd genomineerd voor het Beste Groninger Boek. In 2019 werd dit boek voor het theater bewerkt door theatergezelschap Toetssteen.
De historische roman Keizerlijk geel uit 2019 kwam op de shortlist voor het Beste Groninger Boek 2020.
In 2022 verscheen De geschiedenis van mijn onvoorstelbare ouderdom, gebaseerd op Jeanne Calment die in werkelijkheid haar doodgewaande dochter Yvonne zou zijn en in 1934 de identiteit van haar toen overleden moeder Jeanne zou hebben aangenomen om erfbelasting te ontduiken.